# Rezat Francone

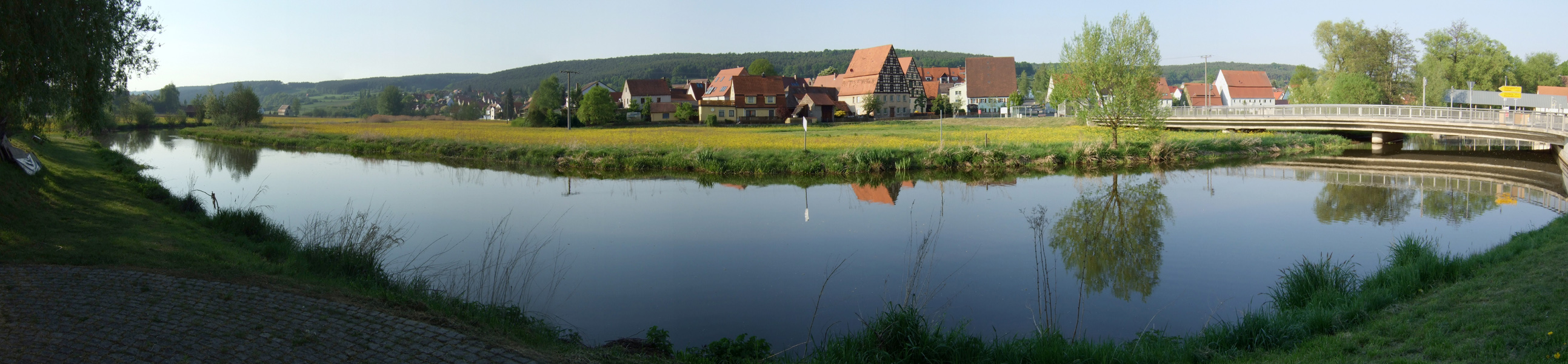
il Rezat a Spalt

Il Rezat Francone è un fiume tedesco lungo 63,5 km; assieme al Rezat Svevo forma il fiume Rednitz nella Media Franconia.

## Percorso
Il fiume nasce nelle alture della Franconia, circa 1,5 km a sud-ovest del gruppo montuoso del Petersbergs a circa 2,3 km in linea d'aria a nord-ovest di Oberdachstetten, ad un'altitudine di 452 m s.l.m. Un tratto della linea ferroviaria Treuchtlingen–Würzburg percorre la zona delle sorgenti e anche un tratto del fiume.
Il Rezat Francone scorre verso sud-est attraverso i comuni di Lehrberg, Ansbach, Sachsen bei Ansbach, Lichtenau, Windsbach e Spalt. A Georgensgmünd si unisce, all'altitudine di 342 m. con il Rezat Svevo formare il Rednitz, dopo aver percorso un dislivello di circa 110 m. Il Rednitz successivamente insieme al fiume Pegnitz forma il fiume Regnitz, che si getta nel Meno presso Bamberga.

## Località bagnate dal fiume
- Oberdachstetten
- Lehrberg
- Ansbach
- Sachsen bei Ansbach
- Lichtenau
- Windsbach
- Wassermungenau
- Spalt
- Georgensgmünd

## Affluenti
- Borsbach (sinistra)
- Sulzbach (destra)
- Hennenbach (sinistra)
- Onoldsbach (destra)
- Eichenbach (sinistra)
- Silberbach (destra)
- Zandtbach (destra)
- Erlbach (GKZ 242116) (destra)
- Erlbach (GKZ 2421174) (destra)
- Allersbach (sinistra)
- Hatzelbach (destra)
- Tiefenbach (destra)
- Steinbach (sinistra)